# Manuel Almendros
Manuel Almendros Muñoz (Villar de Cañas, Cuenca, 1 de enero de 1940-Madrid, 15 de marzo de 2018) fue un periodista español.

## Biografía
Siendo muy joven se trasladó a Madrid y tras finalizar sus estudios de Periodismo, ingresó en Televisión española en 1966. Rostro habitual de los servicios informativos durante la etapa de la Transición, entre 1976 y 1977 fue editor del Telediario que dirigía y presentaba en aquel momento el periodista Pedro Macía.
Pronto se especializó en información parlamentaria y a partir de 1980 condujo el espacio semanal Parlamento (1980-1982), que daba cuenta de la actividad política en las Cortes españolas.
En esa época, además, ejerce el cargo de Subdirector de informativos especiales.
En las elecciones sindicales de 1982, su nombre figuró en las listas de la Asociación Profesional Libre e Independiente, alternativa a CC. OO. y UGT. Ese mismo año, estampó su firma en un escrito colectivo de defensa del entonces director de RTVE Carlos Robles Piquer.
En 1983, tras el nombramiento de José María Calviño como nuevo director del ente, Almendros, junto a otros, fue destituido del cargo que ocupaba.
A partir de 1984 se le asigna a la retransmisión de los sorteos de lotería, hasta la temporada 1989-1990, en que presenta el magazine Sábado Revista, junto a María San Juan.